# 野村悟
野村 悟（のむら さとる、1946年〈昭和21年〉11月10日 - ）は、日本のヤクザ。特定危険指定暴力団・五代目工藤會総裁。現在勾留中。
1998年 - 2014年に福岡県で発生した工藤會系組員による4件の市民襲撃事件（北九州元漁協組合長射殺事件など）で殺人罪や組織犯罪処罰法違反などに問われ、刑事裁判の第一審（福岡地裁）では4事件への関与を認定された上で、指定暴力団の最高幹部としては初めてとなる死刑判決を言い渡されたが、控訴審（福岡高裁）では元漁協組合長射殺事件に関しては無罪とされ、無期懲役の判決を言い渡された。

## 来歴

### 生い立ち
1946年（昭和21年）11月10日、福岡県小倉市（現在の北九州市小倉北区）で、裕福な農家に6人兄妹（男4人、女2人）の末っ子として出生。父は大地主であり、団地や企業に社宅用地として土地を売って多額の利益を得ていた。野村は「売却が決まった工藤會本部のあたりは、かつてほとんど父が所有していた土地だ」と述べている。
子どもの頃から悪ガキたちを集めては悪さを繰り返し、10代の頃から賭場に出入りした。中学時代から自動車泥棒などの犯罪を重ね、少年院で過ごしたこともある。中学当時は素手での喧嘩が苦手で、常に木刀を持ち歩いていた。少年院に入っていたため中学校の卒業式には出られなかった。20歳代で工藤会系「田中組」組員の舎弟になる。親分は木村清純（後の二代目田中組組長）で、その親分は田中新太郎（初代田中組組長）だった。野村は田中を強く慕っていたが、田中は1979年（昭和54年）12月、当時対立関係にあった草野一家傘下の極政会の組員によって射殺されている（39歳没）。当時、野村は別件で服役しており、獄中で田中の訃報を聞いて激怒し、獄中にいた草野一家の組員たちに暴力を振るっている。

### 活動
1980年（昭和55年）ごろから、小倉北区の繁華街の元寿司店や自宅で賭場を開帳し、暴力団関係者のほか、金融・不動産業者や近隣の地方議員たちを集め、サイコロ賭博で一晩最高2億円の利益を得ていた。一方、工藤會・草野一家の両者は田中の死をきっかけに対立を深め、抗争事件を勃発させていたが、1981年（昭和56年）2月4日には双方の傘下組織の幹部が、小倉北区堺町（繁華街）の路上で鉢合わせしてしまい、配下組員たちによる銃撃戦に巻き込まれた末に2人とも死亡する事件が発生。これをきっかけに工藤會側は反山口組系組織の幹部を、草野一家側は山口組系の幹部をそれぞれ小倉に集め、全面戦争に入ろうとしたが、関東の大親分による仲裁によって和解した。
1986年（昭和61年）、野村は内紛を巡る活躍や資金集めの実績を評価され、田中組の三代目組長となり、工藤連合（当時）の直参に昇格する。それ以来、野村は豊富な資金力を背景に、組織内抗争をくぐり抜ける形で昇格していった。翌1987年（昭和62年）6月には、工藤會と草野一家が合併して九州最大の暴力団組織である「初代工藤連合草野一家」（総裁：工藤玄治、1,000人規模）が発足し、野村はその本部長となった。1988年（昭和63年）には母の死去に伴い、約7億円の遺産を相続した。1990年（平成2年）12月には、田上不美夫（後の五代目工藤會会長）を田中組若頭に抜擢し、自身も同月、工藤連合草野一家の若頭となる。その後、シノギでは不動産売買で数千万から億単位の収入を得ていた。1989年（平成元年）7月時点では工藤連合草野一家のナンバー3に当たる「本部長」および三代目田中組の組長を務めていた。1986年（昭和63年）6月14日には小倉北区の食品加工会社が工場改装記念パーティーを開いていた料亭に組員5、6人とともに押しかけ、社長を料亭の一角に連れ込んだ上で、改装工事で金融機関から融資を受けた際に自身の知人が仲介したという架空の因縁をつけ、「謝礼金をなんで出さんのか」と金を脅し取ろうとする事件を起こし、1989年7月29日に恐喝未遂容疑で福岡県警北九州ブロック暴力団特別取締本部と小倉北署に逮捕された。
1991年（平成3年）4月以降、後に北九州元漁協組合長射殺事件の被害者となった男性（響灘の洋上石油備蓄基地建設計画をめぐり、約48億円という巨額の漁業補償を得ており、響灘の大規模開発に絡む業者選定にも大きな影響力を有していた）やその長男（歯科医師襲撃事件の被害者の父親）への接触を続け、彼らに利権交際を求めたが、男性は自身の一族の経営する会社が暴力団との親交を理由に公共工事から外された時期があったことなどから、野村の要求を拒否していた。一方で同年9月26日には、北九州市や行橋市で同年7月から発生した5件の拳銃発砲事件（3件は工藤連合関係者の犯行と断定）を捜査していた福岡県警察の捜査本部により、賭博開帳図利と常習賭博の容疑で逮捕される。福岡県警は同年7月23日、工藤連合総長の溝下を暴力行為で逮捕しており、二代目工藤連合草野一家のナンバー2だった野村を逮捕することにより工藤連合の壊滅と、一連の発砲事件の組織的背景解明を目指したが、野村は容疑を否認。小倉北警察署から福岡地検小倉支部に送検されたものの、結局は処分保留で釈放された。また1992年（平成4年）4月には、1983年（昭和58年）6月から1991年8月まで筑豊地区の暴力団組長名義の槍（刃渡り18.4 cm）を所持したとして、銃刀法違反容疑で小倉北署に逮捕されている。
北九州元漁協組合長射殺事件が発生した1998年（平成10年）2月当時、野村は三代目田中組の組長を、田上は同組の若頭および、その傘下の組（工藤連合の二次団体）の組長を務めていた。同年当時、野村の率いる田中組は工藤連合草野一家内の最大組織（約80人）で、野村は同一家（約480人）の若頭でもあった。1996年（平成8年）には北九州市が響灘にコンテナターミナルを整備する構想を発表し、このころには野村配下の組員が同事件の被害者である男性の長男を「いよいよ大きな仕事が始まる。お前たちがターゲットだ。わかっているな」と脅したという。これに前後して彼ら一族への脅迫や関係先への発砲事件が多発した。1998年10月10日には1993年（平成5年）5月に発生した恐喝事件で、福岡県警捜査四課と小倉北・八幡西の両警察署により、田上ら工藤連合草野一家系の暴力団組長3人およびほか1人とともに恐喝容疑で逮捕されている。しかし同事件でも処分保留で釈放されている。
1999年（平成11年）1月に「工藤連合」は三代目工藤會へ改称し、野村はその理事長に就任。そして2000年（平成12年）1月には四代目工藤會が発足し、野村はその会長（実質的なトップ）になる。同年ごろには溝下の意向で博打から手を引いたが、約20年間で約10億円が残り、その一部は融資に回していた。そして先代の総裁であった溝下が2008年（平成20年）に死去して以降は、誰も逆らえない絶対的な権力者として振る舞うようになり、自身の意に沿わない者は身内の構成員に限らず、一般人でも襲撃する「恐怖支配」を顕著にしていき、みかじめ料の支払いを拒否した飲食店・建設会社などが相次いで襲撃された。その銃口は、警察の暴排活動に協力する市民にも向けられた。一方で周囲を自分と同じ出身母体の人材で固めるなど、「疑心が強い」との評価も絶えなかった。2011年（平成23年）7月、五代目工藤會が発足し、同会の総裁に就任。会長には田上が就任した。歯科医師襲撃事件が発生した当時は、響灘で新たに約192億円をかけた市の事業が動こうとしており、被害者の父親（漁協長射殺事件の被害者の長男）が漁業補償に関わる地元漁協の組合長に就任すると見られていた時期であった。
2014年（平成26年）9月11日、殺人および銃刀法違反の容疑で福岡県警に逮捕される。以後、2022年（令和4年）現在まで勾留されている。

## 逮捕・裁判経過
2014年（平成26年）9月11日、野村は北九州元漁協組合長射殺事件（1998年2月18日発生）の犯行を傘下組織の組長らに指示したとして、殺人・銃刀法違反の容疑で福岡県警に逮捕された。福岡県警はその後以下の容疑でも野村を再逮捕した。
- 2014年10月1日逮捕[39] - 福岡市博多区石城町における女性看護師刺傷事件（2013年1月28日発生）で犯行を指示したとする、組織的殺人未遂容疑[40]。指定暴力団のトップが、組織的殺人未遂容疑で逮捕された事例は全国初だった[39]。
- 2015年（平成27年）5月22日逮捕 - 北九州市小倉北区真鶴一丁目における男性歯科医師刺傷事件（2014年5月26日発生）に関与したとする組織的殺人未遂容疑[41]。同事件の被害者は北九州元漁協組合長射殺事件の孫に当たる[42]。
- 2015年6月16日逮捕[43] - 工藤會の「金庫番」を務めていた山中政吉総務委員長ら3幹部と共謀し[44]、下部組織の組幹部らから集めた上納金約10億円のうち[45]、個人所得に当たる約2億2,708万円を申告せず、所得税約8,800万円を脱税したとする[44]、所得税法違反容疑[45]。
  - 福岡県警特別捜査本部および捜査2課が、福岡地検特別刑事部や福岡国税局と連携して逮捕に至った[46]。この脱税事件が発覚した発端は、2014年10月に県警が北九州元漁協組合長射殺事件などに関連する捜索を行った際、工藤會本家と山中委員長方から入出金メモを押収したことだった[44]。
- 2015年7月6日逮捕 - 北九州市小倉南区湯川新町四丁目で、福岡県警の元警部が銃撃された事件（2012年4月19日発生）に関与したとする[47]組織的殺人未遂・銃刀法違反容疑[48]。
- 2015年7月9日逮捕 - 2014年に集めた上納金のうち、自身の個人取得に当たる約1億8,000万円を申告せず、所得税約7,100万円を脱税したとする所得税法違反容疑[49]。

これらの容疑で計6回、福岡地方検察庁から福岡地方裁判所へ起訴された。

### 市民襲撃事件に対する公判

#### 第一審
野村は4件の市民襲撃事件で、会長の田上不美夫とともに殺人罪・組織犯罪処罰法違反・銃刀法違反の罪に問われた。刑事裁判の第一審は、福岡地裁第3刑事部（足立勉裁判長）に係属した。なお福岡地裁は初公判前に、裁判員が工藤會の構成員から危害を受けるおそれがあるとの判断から、公判を裁判員裁判の対象から除外し、職業裁判官のみで審理することを決定した。
野村は2019年（令和元年）10月23日に開かれた第一審の初公判で、4事件すべてについて無罪を主張した。それ以降、公判は2021年3月の結審まで計62回にわたって開かれた。なお逮捕後、野村と田上は弁護人以外との接見を禁止されていたが、2020年9月に第一審の証拠調べが終わったことで接見禁止を解除された。それ以降、野村が収監されている福岡拘置所には、工藤會関係者や全国の暴力団幹部が相次いで接見に訪れており、野村の影響力は2021年8月時点でも強く残っているとされる。
2021年（令和3年）1月14日に開かれた論告求刑公判で、野村は検察官から死刑を求刑された。
2021年8月24日、福岡地裁第3刑事部（足立勉裁判長）で開かれた判決公判で、野村は4つの事件をいずれも首謀したと認定され、求刑通り死刑判決を言い渡された。日本の刑事裁判史上、指定暴力団の最高幹部への死刑求刑・死刑判決は初の事例となる。
4事件とも、野村や田上が事件に関与したことを示す直接証拠はなかったが、福岡地裁は2人が組織内で絶対的な立場にあったことを重視し、検察側の大半の立証を認定。「工藤會は野村を頂点、田上をナンバー2とする厳格な序列があり、上意下達の厳格な組織であった。組員が野村や田上からの承諾なしに、独断で事件を起こすことはありえない。4件とも、野村には漁協が絡む利権への重大な関心など、動機となり得る事情があった」として、「工藤會の重要な決定は、最終的に野村の意思で行われていたと推認するのが合理的」と判断した。
また、最高裁が示した死刑適用基準「永山基準」は、犯行の動機や計画性、殺害された被害者の数などを考慮し、「やむを得ない場合に死刑が許される」というものだが、量刑選択にあたっては特に、殺害された被害者数を重視し、被害者が1人で事件に計画性がない場合は、死刑を回避する傾向にある。しかし、福岡地裁は4件のうち、唯一の殺人事件である元漁協組合長射殺事件について、「工藤連合（当時）と距離を置こうとする被害者一族を屈服させ、巨額の利権を継続的に獲得することを目的に、配下の組員らと共謀し、一般市民であった被害者を殺害したもので、罪質は極めて悪質。犯行も組織的・計画的で大胆なものであり、犯行態様も強固な殺意に基づく執拗かつ極めて残虐なものである」と指摘。暴力団組織が利権獲得を目的に、計画的に一般市民を殺害した点や、工藤會の暴力性および反社会性を重視し、「（過去に被害者1人でも死刑が選択された）身代金目的の誘拐殺人や保険金殺人より、はるかに厳しい非難が妥当」と判示した。その上で、他の3事件も併せて考慮し、「組織犯罪としての重大性・悪質性が一層顕著で、極刑選択の必然性がより高まる」と結論づけた。
死刑判決を言い渡された際、野村は足立勉裁判長に対し「あんた生涯後悔するよ」と脅迫ともとれる発言をしている。この発言を受け、福岡県警は「司法関係者に危害が及ぶ恐れがある」として警護を強化しているが、野村は弁護人に対し、この発言について「脅しや報復の意図ではない。言葉が切り取られている」と釈明している。一方、福岡地検は2021年8月27日付で、野村と田上について、接見禁止を請求。福岡地裁は2人について、弁護人以外との接見禁止を決定した。接見禁止処分は、被告人が被害者や証人に圧力を掛け、罪証隠滅を図る恐れがある場合に認められているが、共同通信社はその理由を「捜査関係者によれば、福岡地裁は野村の裁判長に対する発言を踏まえ、『野村が組員らを通じ、関係者を脅迫するなどして証拠隠滅を図る恐れがある』と判断したようだ」と報じている。しかし、弁護側が抗告したところ、福岡高裁は9月21日付で、地裁の接見禁止処分決定を取り消すことを決定した。

#### 控訴審
野村は同判決を不服として、翌25日付で福岡高等裁判所へ控訴した。控訴審で野村と田上は第一審の弁護人を全員解任し、改めて安田好弘らを弁護人として選任した。
控訴審は福岡高裁で2023年（令和5年）9月13日に初公判が開かれ、同年11月29日に結審した。2024年（令和6年）3月12日の判決公判で、福岡高裁（市川太志裁判長）は第一審判決のうち野村を死刑とした部分を破棄し、野村を無期懲役とする判決を言い渡した。同高裁は、原判決が野村の関与を認定した元漁協組合長射殺事件に関して、事件が発生した1998年当時は野村は工藤會のトップではなく二次団体（田中組）の組長であり、記録を精査しても当時の田中組の組織内の意思決定のあり方は不明であることを指摘した上で、原判決の「厳格に統制された組織で犯行を指示できたのは野村と田上しかいなかった」とする判断は飛躍があり、論理則・経験則などに照らして不合理で是認できないと判断。野村の関与を認めるに足りる証拠がないとして、同事件（殺人罪・銃刀法違反の罪）については野村を「無罪」と認定した。一方で田上に関しては同事件後、自ら遺族に利権交際要求をしたことなどから「強い執着をうかがわせる」として共謀を認定した。また2012年 - 2014年の3事件はいずれも発生時点で野村が工藤會のトップであり、野村と田上が互いに意思疎通した上で意思決定を行い、最終的には野村の意思で実行されていたとして、原判決と同じく2人の共謀を認定した。野村の量刑については、元漁協組合長射殺事件の犯罪の証明がないことや、関与が認定できる3事件で殺害された被害者がいないことなどから「原判決の死刑の量刑は到底維持しがたい」としたものの、「暴力を肯定的に捉える姿勢が顕著で刑事責任が非常に重い」として、無期懲役に処することが相当と結論付けた。
野村の弁護人は判決を不服として、同日中に最高裁判所へ上告した。3月26日、福岡高等検察庁も無期懲役判決を不服として上告した。

### 脱税事件に対する公判
野村は上納金をめぐり、約3億2,000万円を脱税したとして、所得税法違反の罪にも問われ、2018年（平成30年）7月18日に福岡地裁（足立勉裁判長）から懲役3年・罰金8,000万円（求刑：懲役4年・罰金1億円）の有罪判決を受けた。
野村は判決を不服として、翌7月19日に福岡高裁へ控訴したが、2020年（令和2年）2月4日に福岡高裁（野島秀夫裁判長）から控訴を棄却する判決を受けた。同年2月14日に上告したが、2021年2月16日付で、最高裁判所第三小法廷（宮崎裕子裁判長）から上告を棄却する決定を出されたため、懲役3年・罰金8,000万円の有罪判決が確定している。
罰金8,000万円は2021年4月、関係者を名乗る人物が検察庁を訪ね現金で納付した。また、野村は判決確定後、頭を丸刈りにして刑務作業（懲役刑）に従事した。